# Bjørvika

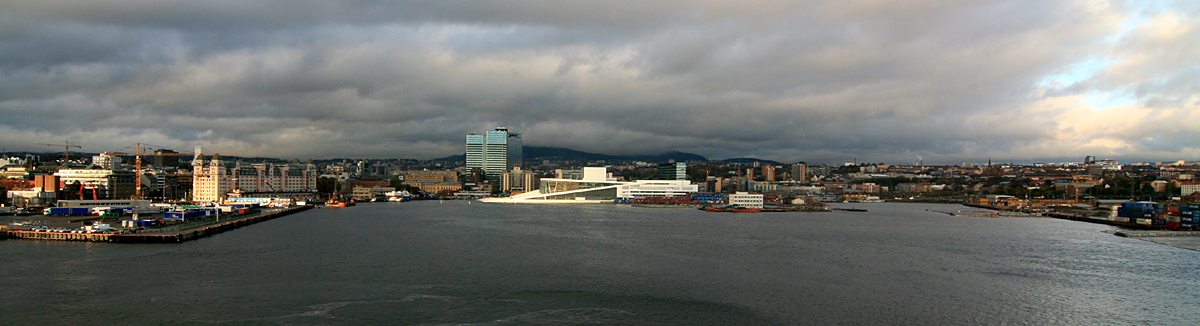
Bjørvika

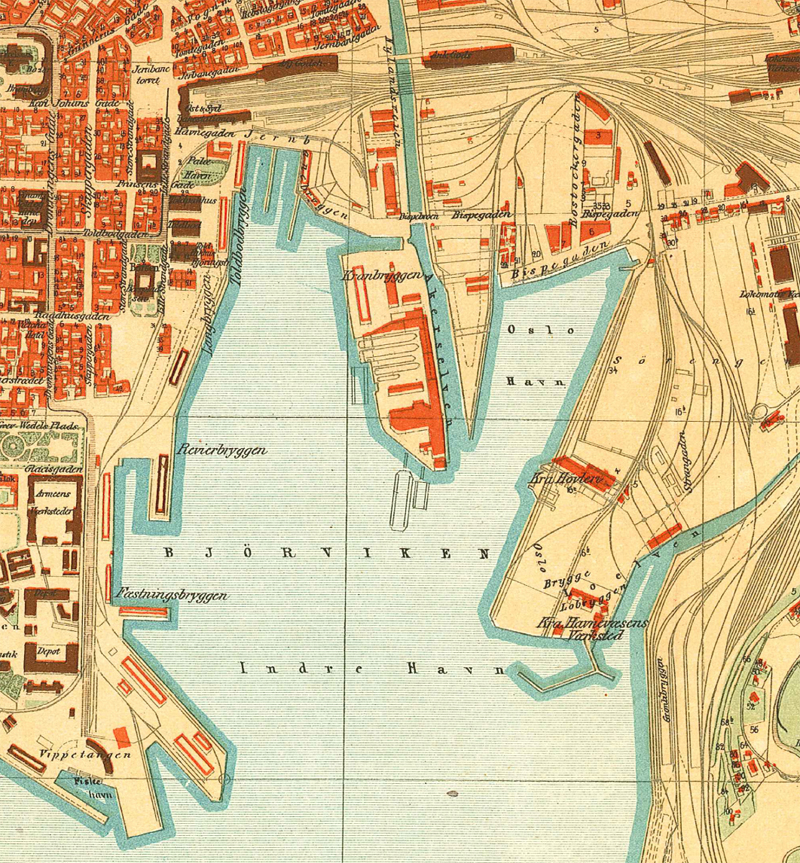
Karta över Bjørvika 1917

Bjørvika (gammalnorska Bœjarvík, "Byviken") är en bukt i inre Oslofjorden, mellan Gamlebyen och Akersneset.
Bjørvika var länge en del av Oslos hamnområde och är idag starkt präglat av utfyllnad. Medeltidens strandlinje är återskapad i öst i Medeltidsparken (Middelalderparken). I norr märker gatorna Grønland och Grønlandsleiret den gamla strandlinjen; i väst vid Dronningens gate. Så sent som i efterkrigstiden gick havet nästan hela vägen in till Østbanen. Området ingår i den administrativa stadsdelen Gamle Oslo.
Intill slutet av 1800-talet frös Bjørvika till vintertid, och isen användes bland annat till travlopp. Skridskolopp arrangerades vid Vippetangen. Två slag utkämpades på isen i Bjørvika under medeltiden; år 1161 (då kung Inge Krokrygg föll) och 1200.
Jernbanetorget, Oslo Sentralstasjon, Vaterland, delar av Grønland, då de tidigare kajområdena söder om järnvägens spårområden är utfyllnader av tidigare sjöbotten. Öster om Akerselvas utlopp låg tidigare Paulsenkaia med kullagret som tillhörde stadsoriginalet Køla-Pålsen. Efter sekelskiftet är området mellan centralstationen och den nuvarande strandlinjen blivit Oslos största stadsutvecklingsprojekt; bland annat med en ny opera vid Den Norske Opera.